# رابطة المجاهدين (سوريا)
رابطة المحاربين القدماء أو رابطة المجاهدين هي رابطة سورية تأسست في 19 فبراير 1955 نتيجة اجتماع عام ضم كل من أعضاء الهيئة العامة لنادي الضباط المحاربين القدماء المؤسس منذ سبتمبر عام 1933 وأعضاء الهيئة العامة لجمعية المتقاعدين المؤسسة عام 1930، وتم خلال الاجتماع وضع الأسس العامة للنظام الأساسي للرابطة واُتخذت مدينة دمشق مقراً رئيسياً لها وتم إعلان الرابطة في 26 مارس 1955 بالعدد رقم 17 بالجريدة الرسمية ويعتبر ذلك اليوم يوماً رسمياً لإعلان تأسيس الجمعية التي أصبحت تعرف فيما بعد باسم رابطة المحاربين القدماء وضحايا الحرب وبإشراف وزارة الشؤون الاجتماعية والعمل، ويبلغ عدد المنتسبين إليها لحوالي 16.000 ضابطاً أغلبهم شاركو في الحروب الذي خاضتها سوريا مع الجيش الإسرائيلي وفي الدفاع عن الأراضي العربية، وقيام العديد من الثورات كثورة الثامن من آذار.
ومع ازدياد عدد الضباط المتقاعدين وانتشارهم في محافظات القطر العربي السوري اتسع نشاط الرابطة إلى كافة أنحاء الجمهورية وحسب الحاجة والإمكانيات أنشئت للرابطة فروع في أغلب المحافظات، وفي 29 أكتوبر 2000 وبموجب القانون رقم 11 أصبحت الرابطة تحت إشراف وزارة الدفاع مع خضوع الرابطة لقانون الجمعيات والمؤسسات الخاصة رقم 38 لعام 1958 وتعديلاته، التي تخول للرابطة جميع الميزات والحقوق التي تتمتع بها الجمعيات الخيرية ذات النفع العام.

## التاريخ
عقب انتهاء الانتداب الفرنسي على سورية عام 1946 تنادى الكثير ممن شاركوا في الثورات ضد فرنسا إلى تشكيل روابط وجمعيات ونوادي تجمعهم ومن بينها: رابطة المجاهدين في دمشق، جمعية المجاهدين القدماء في حلب، رابطة الثوار في السويداء، عصبة المجاهدين في حماة وتَجمّع المجاهدين في النبك والقلمون.
وفي سنة 1955، وعقب مبادرات متعددة، تشكلت أول رابطة مركزية للمجاهدين في عموم سوريا تحت اسم رابطة المجاهدين السوريين واُشهِرت بالجريدة الرسمية تحت رقم 12049 بتاريخ 13 فبراير 1955 وكان مركزها الرئيسي بدمشق ولها فروع في مختلف المناطق. يتكوّن الهيكل التنظيمي للرابطة من هيئة عمومية تضم كل من حملة السلاح ضد الانتداب الفرنسي، وتقوم بانتخاب الهيئة التنفيذية العليا وهي بمثابة مجلس إدارة وتتألف من 7 أعضاء، منهم رئيس الرابطة ومساعد الرئيس وأمين السر وباقي الأعضاء.
وروعي في انتخابهم تمثيل أكبر قدر ممكن من الثورات على امتداد البلاد، وبقي للرابطة فروعٌ ومكاتب في بعض المحافظات، في 1959 وعقب صدور قانون الجمعيات الموحد وإنشاء وزارة الشؤون الاجتماعية والعمل بقي النظام الأساسي ولكن تغير اسم الرابطة إلى رابطة رجال الثورات السورية واُشهِرت برقم 80 لعام 1959.
وبسبب التناقص المستمر في أعداد المجاهدين بسبب الوفاة ولاستمرار الرابطة في العمل حصل تعديل أول في القانون الأساسي للرابطة عام 1985، بحيث سمح لأبناء وأحفاد المجاهدين بالعضوية في الرابطة كأعضاء مؤازرين وأعضاء عاملين، ومع وفاة أغلب المجاهدين تولى أبناء المجاهدين إدارة الرابطة وهدفهم الحرص على إبقاء ذكرى الثورات قائمة في الوجدان السوري.